# Residência Abbotsford

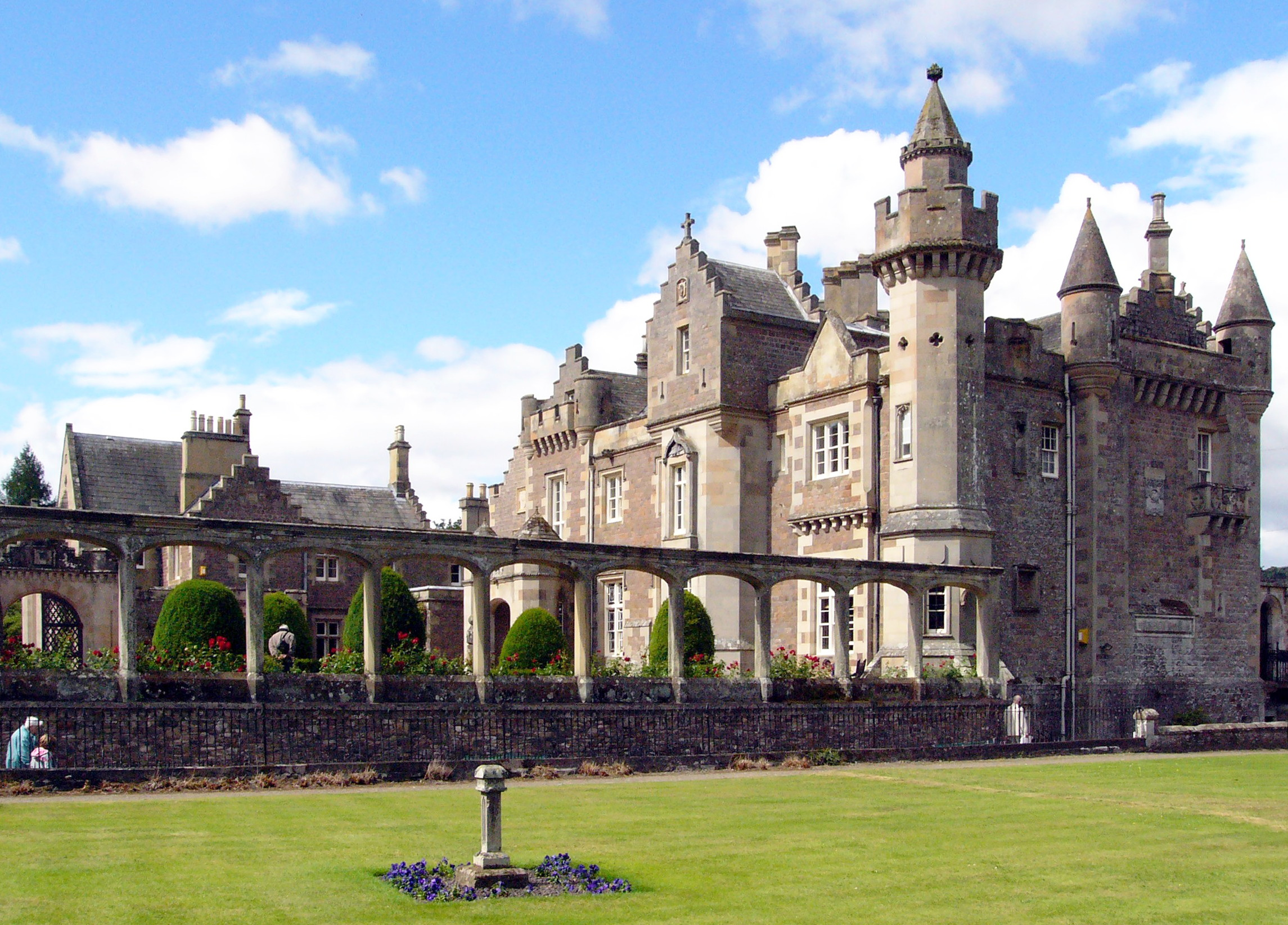
Abbotsford

Residência Abbotsford foi a residência de Walter Scott de 1812 a 1832. Situada na margem direita do rio Tweed (Melrose, Escócia, é uma mansão pitoresca em estilo escocês.

## História da arquitetura
O núcleo da propriedade era uma pequena fazenda (0,4 km²) chamada Cartleyhole, jocosamente chamada de Clarty Hole. Scott comprou-o do reverendo Robert Douglas de Galashiels em 1811, depois que seu aluguel na casa vizinha Ashestiel expirou. Através de várias aquisições, mais recentemente em 1817 de Toftfield (mais tarde renomeado Huntlyburn), ele expandiu a área da propriedade para cerca de 5 km² e plantou árvores nela. Em 1824, os edifícios da fazenda original foram alterados e consideravelmente ampliados para Abbotsford House, com muitas esculturas de ruínas de castelos escoceses e abadias incorporadas às paredes. Para a construção desta casa ele consultou Edward Blore e Daniel Terry, entre outros, mas supervisionou pessoalmente o projeto e construção do edifício, escolhendo William Atkinson como arquiteto. Ele estabeleceu uma grande biblioteca e colecionou antiguidades, pinturas, armas, bem como outras relíquias e curiosidades particularmente associadas à história escocesa, por exemplo, a entrada do antigo Tolbooth em Edimburgo.
A planta baixa da Abbotsford House é um paralelogramo com contornos irregulares. Um dos lados tem vista para o tweed. A casa foi construída no estilo do Baronial escocês. Uma descrição do edifício durante a vida de Walter Scott foi dada por Washington Irving em Abbotsford e Newstead Abbey (Londres, 1835).

## Histórico de propriedade
Após a conclusão do edifício em 1824, Scott só tinha vivido em sua residência por um ano, quando caiu em uma grave crise financeira. Embora ele já tivesse transferido a propriedade da propriedade para seu filho Walter, seu direito reservado de residência, a valiosa biblioteca e coleção, e os outros bens de Scott ficaram sob tutela. Por causa das atividades enérgicas de indenização de dívidas de Scott, os credores liberaram a biblioteca e o museu em 1830. O poeta morreu em Abbotsford em 1832. Em 1847, a venda dos direitos autorais restantes das obras de Scott para o livreiro Robert Cadell aliviou completamente a propriedade.
O único filho de Scott, Walter, nunca morou na casa. Ele serviu no exército e morreu sem filhos em 1847 quando voltava da Índia. Com sua morte, o título de baronato da família, fundado em Abbotsford, foi extinto. A propriedade então passou para o neto de Scott, Walter Scott Lockhart (1826-1853) e, após sua morte precoce, para sua irmã mais nova, Charlotte Harriet Jane Hope-Scott, nascida Lockhart (1828-1858). Ela foi casada com James Hope-Scott (1812-1873), que adicionou uma ala sul à Abbotsford House em 1855. Charlotte Harriet Jane Hope-Scott, que havia se convertido ao catolicismo, morreu em 26 de outubro de 1858, deixando uma única filha, Mary Monica Maxwell-Scott (1852-1920), durante a qual Abbotsford foi dado a uma associação católica para o estabelecimento de um convento. Após a morte de seu pai, em 1873, ela herdou a propriedade. Foi habitada pelos descendentes de Scott até o século 21. Após a morte de Jean Maxwell-Scott (2004), a fim de garantir a preservação da casa e de seus acervos a longo prazo e para o público, ela foi transferida dos herdeiros para a organização sem fins lucrativos Abbotsford Trust, que foi criada para esse fim.
O Abbotsford Club, sucessor dos clubes Bannatyne e Maitland, recebeu o nome da casa. Foi fundada por W. B. D. D. Turnbull em 1834 em homenagem a Walter Scott para imprimir e publicar obras históricas associadas aos seus escritos. As publicações ocorreram de 1835 a 1864.
Exterior da Casa Abbotsford
- Abbotsford visto dos jardins
- O jardim murado
- A laranjaria
- Estátua de Morris: um personagem do romance de Scott Rob Roy

Exterior da Casa Abbotsford
- A Sala de Estudo Original
- A Sala de Jantar
- A Sala de Estar
- A Biblioteca
- A Sala de Estudos